# Роботы в культуре

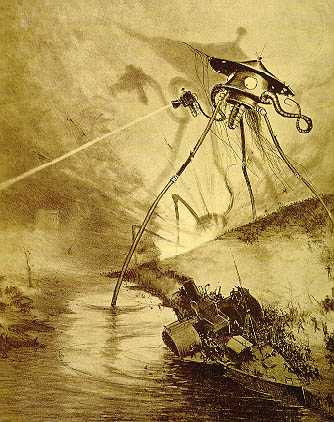
Марсианский треножник атакует людей. Иллюстрация к «Войне миров» Г.Уэллса.

Роботы, как культурный феномен появились с пьесой Карела Чапека «R.U.R.», описывающую конвейер, на котором роботы собирают самих себя. С развитием технологии люди всё чаще видели в механических созданиях что-то большее, чем просто игрушки. Литература отразила страхи человечества о возможности замены людей их собственными творениями. В дальнейшем эти идеи развиваются в фильмах «Метрополис» (1927), «Бегущий по лезвию» (1982) и «Терминатор» (1984). Как роботы с искусственным интеллектом становятся реальностью и взаимодействуют с человеком показано в фильмах «Искусственный разум» (2001) режиссёра Стивена Спилберга и «Я, робот» (2004) режиссёра Алекса Пройяса.

## Художественная литература
В повести Л. Ф. Баума «Озма из Страны Оз» (1904) появляется Тик-Ток — механический человек из меди, которого надо заводить ключом. В правой подмышке расположена замочная скважина для заведения мышления, в левой подмышке — для заведения речи, в спине — для заведения движения.
Значительный вклад в формирование образа «робота» в литературе внес Айзек Азимов. Им были сформулированы «Три Закона Роботехники»:
1. Робот не может причинить вреда человеку или своим бездействием допустить, чтобы человеку был причинён вред.
2. Робот должен выполнять приказы человека в той мере, в которой это не противоречит Первому Закону.
3. Робот должен заботиться о своей безопасности в той мере, в которой это не противоречит Первому и Второму Законам[1].

Азимов в своих произведениях показывает, что эти законы, будучи заложенными в программу-мозг робота в виде обязательных (безусловно исполняемых роботом) законов исключают возможность проявления любых недружественных действий робота по отношению к человеку. Приводятся также примеры негативных последствий, возникающих в случае, когда люди, пренебрегая требованиям обязательности трех законов блокируют на этапе программирования робота один из законов (например, вторую часть первого закона). В этом случае робот может найти логически непротиворечивое решение, позволяющее ему нарушить 1-й закон и стать опасным для человека.
Также Айзеком Азимовым (в романах «Роботы и Империя», «На пути к основанию») сформулирован так называемый «нулевой» закон робототехники: «Робот не может причинить вред человечеству или своим бездействием способствовать этому»

«…Нулевой. Робот не может причинить вред человечеству или, своим бездействием, способствовать этому. Тогда Первый Закон следует читать следующим образом: Первый. Робот не может причинить вред человеческому существу или, своим бездействием, способствовать этому, кроме тех случаев, когда это противоречит Нулевому Закону. Таким же образом следует трактовать и последние два…» — Айзек Азимов «На пути к основанию»

В творчестве С. Лема роботы занимают значительное место. Цикл рассказов «Кибериада», где действуют только роботы, а люди считаются старинными сказочными чудовищами — «бледнотиками». В приключениях И. Тихого также внимание уделено роботам, особенно в «Стиральной трагедии» (из цикла «Из воспоминаний Ийона Тихого»), где в гротескной форме описывается роль робота в человеческом обществе с точки зрения законодательства.

## Роботы в анимации

### Аниме
В Японии получили популярность аниме, в которых фигурируют боевые роботы, что привело к появлению отдельного жанра — Меха. Среди наиболее известных представителей этого жанра — Transformers, Gundam, Voltron, Neon Genesis Evangelion, Darling in The Franxx.
Сюжет в основном базировался на угрозе планете со стороны ранее неизвестных и сильных монстров, победить которых могли лишь пилоты (часто несовершеннолетние для основной аудитории подобных аниме) которые управляли гигантскими человекоподобными роботами либо роботами, имеющими «душу» и контролирующими все свои поступки, как например в сериале Трансформеры. Но роботы также появлялись и в антиутопических и постапокалиптических сюжетах как в аниме Призрак в доспехах и Евангелион. Впоследствии черты этого жанра перешли в кинофантастику.

### Западная мультипликация
- Фиджет и Диджит — карликовые человекоподобные роботы из мультсериала Гаджет и Гаджетины
- Стальной Гигант из одноименного мультфильма
- Бендер из мультсериала Футурама
- Родни Нержавейкин и другие роботы из анимационного фильма Роботы

## Роботы в кино

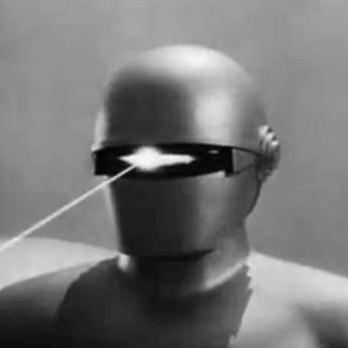
Робот из фильма «День, когда Земля остановилась» ставший прообразом многих роботов в кино-фантастике

- Женщина-робот из фильма Ф.Ланга «Метрополис»
- Американский человекообразный робот Джон из советского научно-фантастического фильма «Планета бурь»
- Балбес — робот из советского фильма-сказки «Тайна железной двери»
- C3PO, R2-D2 и HK-47 из «Звёздных войн»
- Робот-страж из фильма «День когда земля остановилась»
- 790 — робот из научно-фантастического сериала «Лексс»
- K.I.T.T. из сериала «Рыцарь дорог»
- T-800 и Т-1000 из серии фильмов «Терминатор»
- Дэйта — андроид из сериала «Звёздный путь.Новое поколение»
- Робот Бендер — робот из мультсериала Футурама
- Идея робота обыграна в фильме «Приключения Электроника»
- Роботы ВАЛЛ-И и ЕВА из мультфильма «Валл-и»
- Вертер — робот из фильма «Гостья из будущего»
- Роботы-вершители и роботы-исполнители из фильма «Отроки во Вселенной»
- Робокоп из фильма «Робот-полицейский»
- Оптимус Прайм, Мегатрон, Старскрим, Бамблби и другие роботы-трансформеры, персонажи многочисленных мультсериалов и фильмов о трансформерах
- ТАРС — робот из научно-фантастического фильма «Интерстеллар»
- Ариса — эмпатический бот нового поколения из сериала «Лучше, чем люди».
- Марвин — страдающий депрессией робот из цикла юмористических романов «Автостопом по галактике», а также из одноимённого фильма.

## В видеоиграх
Существует жанр видео игр — симуляторы меха. Наиболее известным представителем этого жанра является серия игр MechWarrior. В таких играх как Lost Planet, Shogo: Mobile Armor Division, Quake IV, Chrome, Unreal Tournament 3, Battlefield 2142, F.E.A.R. 2: Project Origin имеется возможность управлять роботами. Ещё одним примером видео игры с участием роботов является Scrapland.

## В популярной музыке
Иногда тема роботов обыгрывается в песнях, исполняемых эстрадными певцами. В качестве примера можно привести одну из первых песен Аллы Пугачевой «Робот» (Л.Мерабов — М. Танич, 1965), с которой началось её восхождение к вершинам популярности. В песне речь шла о транзисторных механизмах.
В 1978 году немецкая группа Kraftwerk выпустила сингл «Die Roboter», в котором есть строчки на русском языке: «Я твой слуга, я твой работник». На этот трек впоследствии было выпущено много ремиксов, но оригинал и по сей день остается любимым среди DJs и ценителей электронной музыки.

## В субкультурах
Тема роботов всегда являлась благодатной почвой для появления всевозможного народного фольклора — частушек, анекдотов и проч. В его основе обычно были юмористические попытки «вписать» роботов в контекст обыденной жизни и посмотреть — что же из этого может получиться. Серию анекдотов в СССР породил, например, отечественный телесериал «Приключения Электроника». 

С распространением Интернета роботы стали фигурировать и в т. н. Интернет-мемах. Всевозможные шутки, картинки и видеоролики с участием роботов стали распространяться по сети по вирусной схеме.
В англоязычном секторе Интернет, например, особенно популярными являются интернет-мемы в которых фигурирует робот Бендер из Футурамы, Терминатор и прочие.